# 軍楽隊

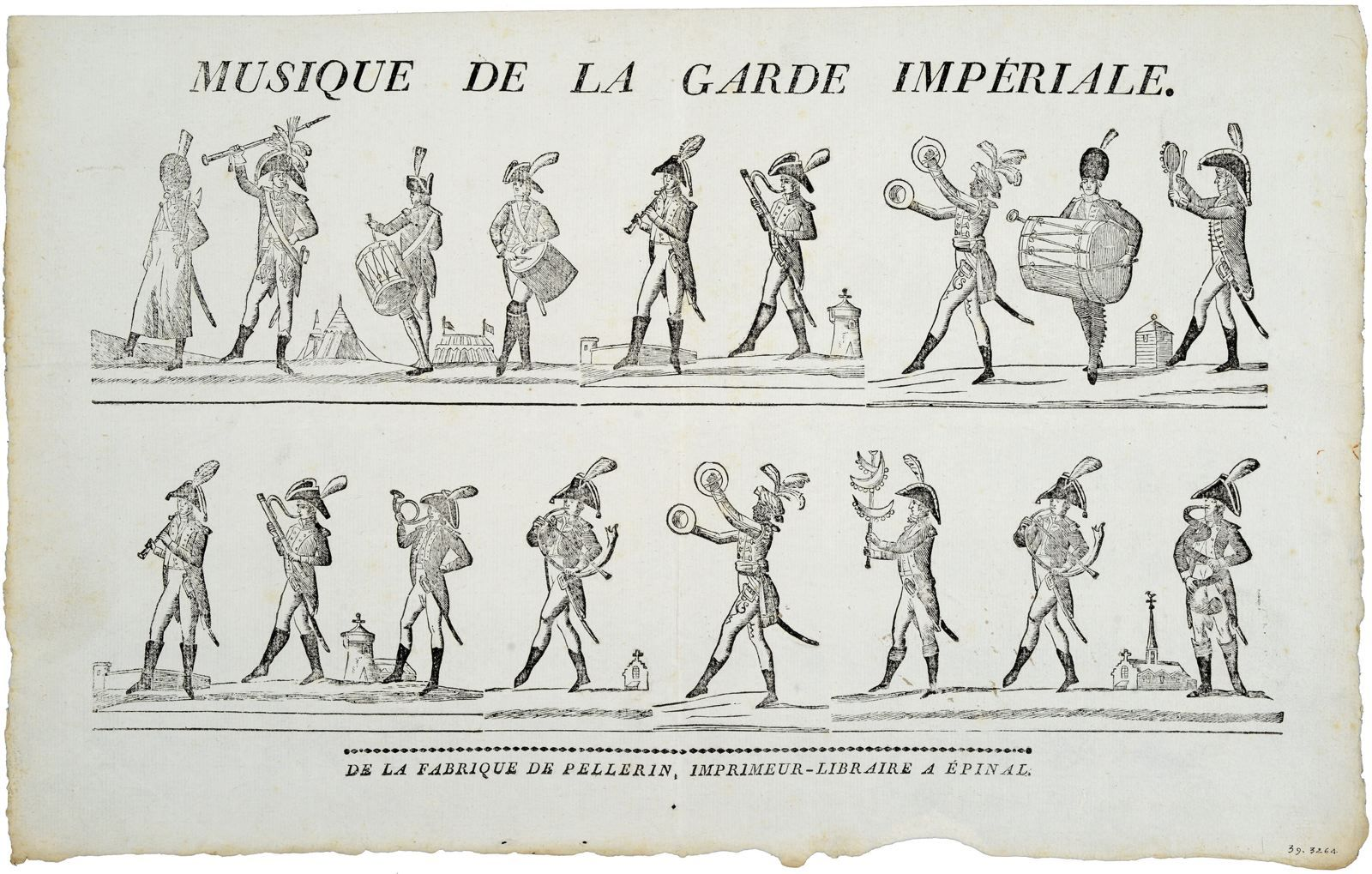
フランス第1帝政時代の軍楽隊のイラスト(Musique militaire sous le 1er Empire)

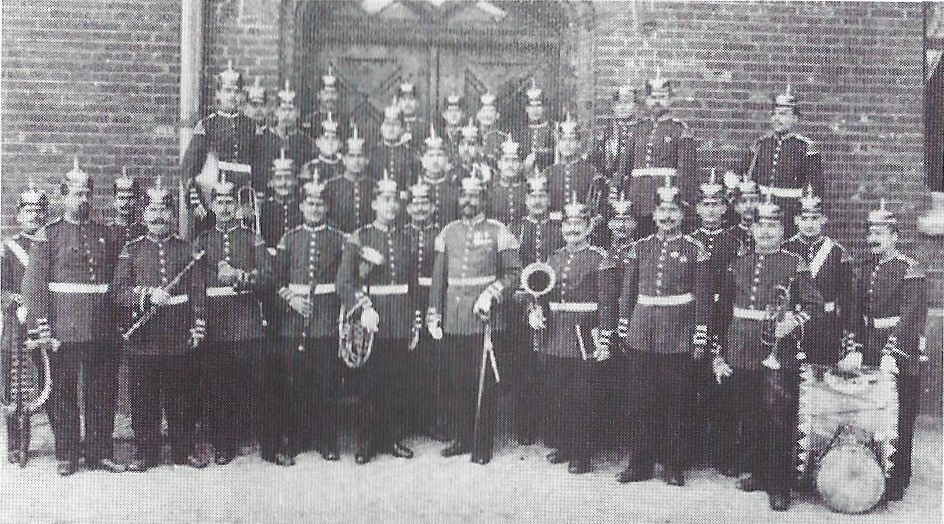
ドイツ帝国擲弾兵第1《王太子》連隊軍楽隊(1910年)(Musikkorps Rgt.“Kronprinz”, 1910)

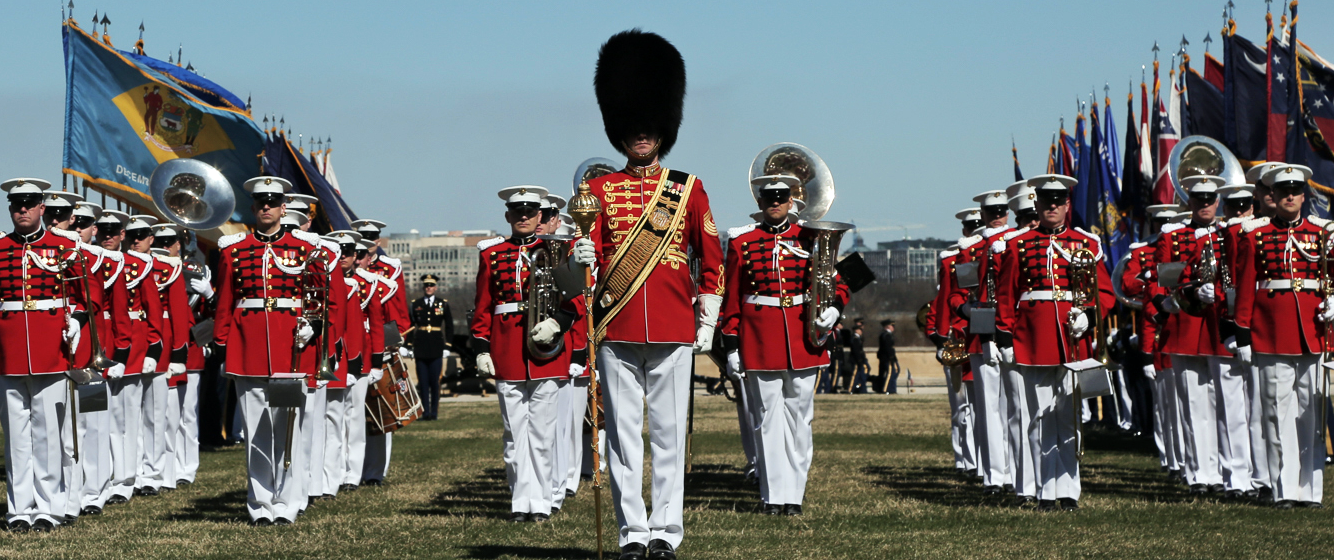
アメリカ海兵隊軍楽隊(2019年)(United States Marine Band, 2019)

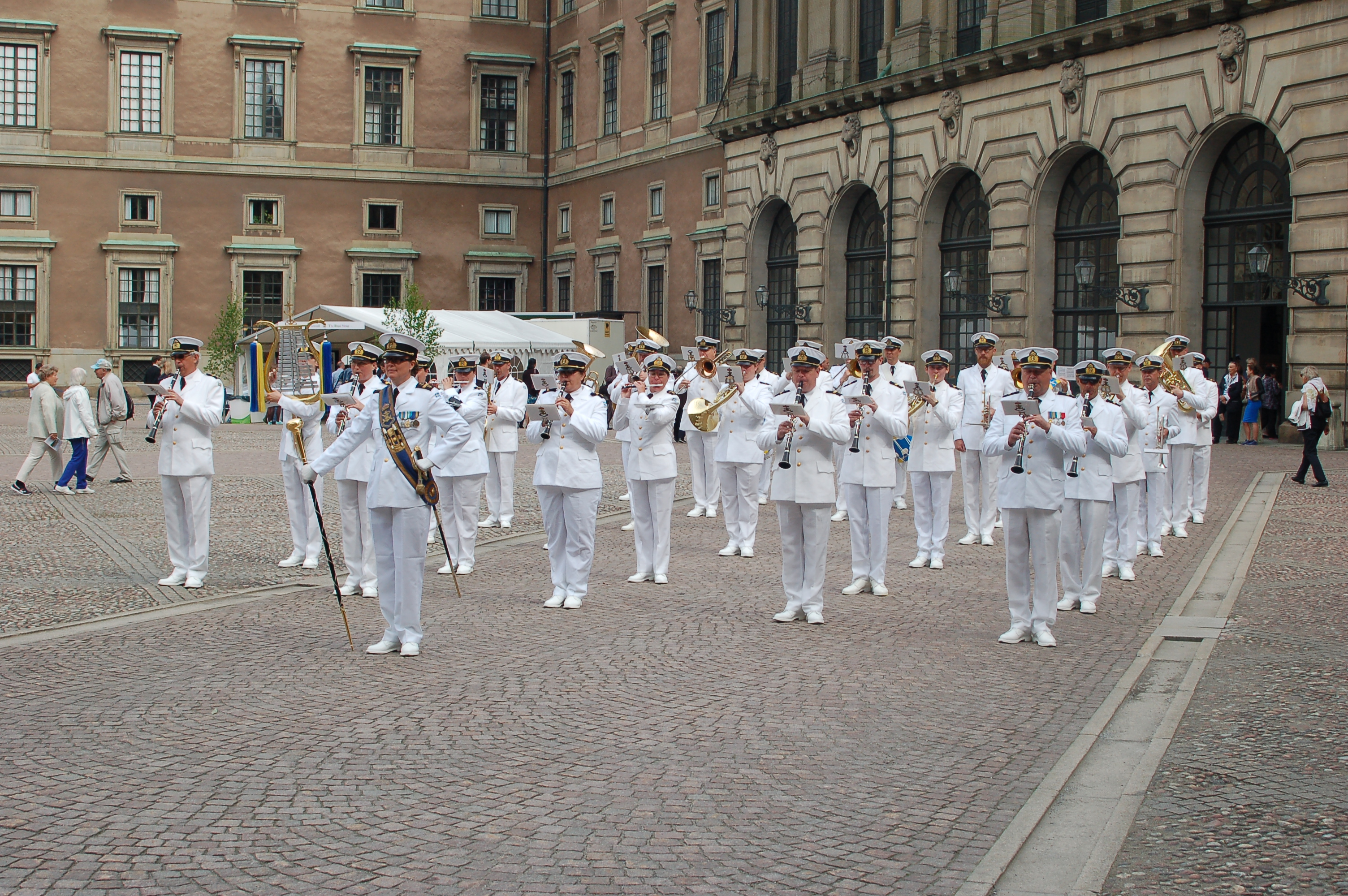
スウェーデン王立海軍軍楽隊(2014年)(Marinens musikkår, 2014)

軍楽隊（ぐんがくたい） とは、軍隊に属する音楽隊。
吹奏楽団の形態の一つであり、主に国内外の要人の御前や国家の行事、軍隊の式典等で演奏活動を行う音楽集団である。吹奏楽の直接的なルーツを持つ。

## 概要
野外で演奏されることが多く、大きな音量を必要とするため歴史的に管楽器群と打楽器群から成る吹奏楽の編成が採られることが多い。概ね第一次世界大戦以降は戦闘ドクトリンの進化や無線通信の普及によって、ビューグル（喇叭）とともに戦場での音楽による情報伝達任務は廃れたものの、パレード（観兵式・閲兵式・観閲式）や栄誉礼などの式典や行事における演奏任務、将兵の慰安や士気昂揚のための音楽演奏（軍歌・軍楽や行進曲を主体にジャンルは多彩にわたる）では今なお現役である。なお軍隊内にジャズ・バンドやロック・バンド、合唱団が置かれることもある。
他方、戦時平時を問わず大衆的な音楽演奏の役割を担ったため、民間にも管打楽器編成の音楽隊が結成された。特に、アメリカでは軍の活動であっても民間の団体に演奏を委ねることが多く、またイギリスでは労働者階級に広がった金管バンド（brass band）との区別もあって、ミリタリー・バンド（military band）の語を、軍隊に属していない民間の吹奏楽団に対しても用いることがある。本項では軍に属する狭義の意味での軍楽隊、特に日本の軍楽隊について詳述する。民間の音楽隊については吹奏楽を参照。

## 日本軍
日本の軍楽隊ならびに日本の吹奏楽の歴史は、明治2年9月、薩摩藩の青年30人が横浜に駐屯していたイギリス陸軍歩兵軍楽隊（楽長はジョン・ウィリアム・フェントン）について軍楽を修習したことに始まる（薩摩バンド）。1871年（明治4年）、陸海軍（日本軍）の制度が成立すると、この30人が陸軍・海軍に別属させられ軍楽隊が発足した。翌1872年10月14日（明治5年9月12日）の鉄道開業式では早くも伶人とともに公の場での演奏を行っており、明治期には鹿鳴館での奏楽なども担当した。旧暦9月に陸軍軍楽隊は軍楽志望者を教導団にあつめ、ダクロンからフランス式軍楽を学ばせた。1881年夏、陸軍軍楽隊は、横浜山手公園でダクロン指揮で公開演奏した。
1874年12月13日、宮内省式部寮雅楽課伶人が、海軍軍楽隊軍楽長中村祐庸を招聘し洋楽を伝習する。
陸軍においては兵学寮のフランス式喇叭と合同され、1873年（明治6年）、鎌倉における天覧野外演習にさいして喇叭教官としての雇教師ギュスターブ・シャルル・ダグロン（第二次フランス軍事顧問団の一員）の指揮により、明治天皇のもとで御前演奏を行った。これが軍楽隊の御前演奏の最初である。1875年（明治8年）、軍楽隊に関する条例が制定され、官等級も他の兵科部に準じて規定された。1877年（明治10年）、西南戦争では討伐軍団に属し従軍。これに先立って1873年、岡崎城下にあった徳川の旧臣の二男三男のなかから軍楽隊が召募され、その翌年からは毎年、地方から新兵が召募された。1880年（明治13年）、総員は2隊に分けられ、第一軍楽隊および第二軍楽隊がそれぞれ設けられ、第一軍楽隊が馬場先門外に、第二軍楽隊が和田倉門外にそれぞれ置かれた。
1882年1月、海軍軍楽隊志願者を一般から募集し、瀬戸口藤吉ほか14名を採用した。7月、陸軍通訳官古矢弘政・一等楽手工藤貞次がフランスに留学した（パリ音楽院で学び、1889年帰国とともに陸軍軍楽隊教官となった）。なお近年、この留学決定に関して陸軍卿・大山巌から太政大臣・三条実美に宛てた上申書と決裁の過程が、国立公文書館資料から発掘された。
1884年（明治17年）、フランス軍楽隊長シャルル・ルルーが聘され軍楽隊は革新された。1888年（明治21年）、両隊に卒業生が加えられて3分され、ひとつは基本隊とされ陸軍教導団に、ひとつは近衛鎮台（のち近衛師団軍楽隊）に、ひとつは大阪鎮台（のち第4師団軍楽隊）にそれぞれ置かれた。なお1891年（明治24年）、陸軍教導団にあった軍楽基本隊は陸軍戸山学校に移転し、のちの陸軍戸山学校軍楽隊となる。1890年（明治23年）、ルルーが帰国し、翌1891年にドイツのフランツ・フォン・エッケルトが聘されドイツ軍楽が研究された。日清戦争には3個隊の軍楽隊が従軍した。1900年（明治33年）、義和団の乱では日本軍楽隊は北京に駐屯し、各国軍楽隊とともに国際的演奏を行っている。日露戦争にも各軍楽隊は従軍し、戦後、朝鮮および旅順に駐箚軍楽隊が設置された。1910年（明治43年）、ロンドンにおける日英博覧会には、永井建子戸山学校軍楽隊々長以下、戸山学校軍楽隊員・各師団軍楽隊員・戸山学校軍楽生徒らから選抜された35名からなる代表軍楽隊が、フランス経由でイギリスに赴き国際的演奏を行い5か月間滞在した。
1912年（大正元年）11月、第3師団軍楽隊が名古屋に設置された。1918年（大正7年）のシベリア出兵にさいしては陸軍戸山学校軍楽隊、近衛師団軍楽隊、第3師団軍楽隊および第4師団軍楽隊から2隊の臨時軍楽隊が編成され従軍。しかしその一方で、1915年（大正4年）には旅順および朝鮮駐箚軍楽隊が、1922年（大正11年）には第3師団軍楽隊および翌1923年（大正12年）には近衛および第4師団軍楽隊が山梨軍縮により廃止され、戸山学校軍楽隊のみとなった。当時、戸山学校軍楽隊は定員135名、毎年10名の軍楽生徒が採用され、軍楽生徒は満16年から20年までの志願者が入校し教育を受けていた。

### 陸軍

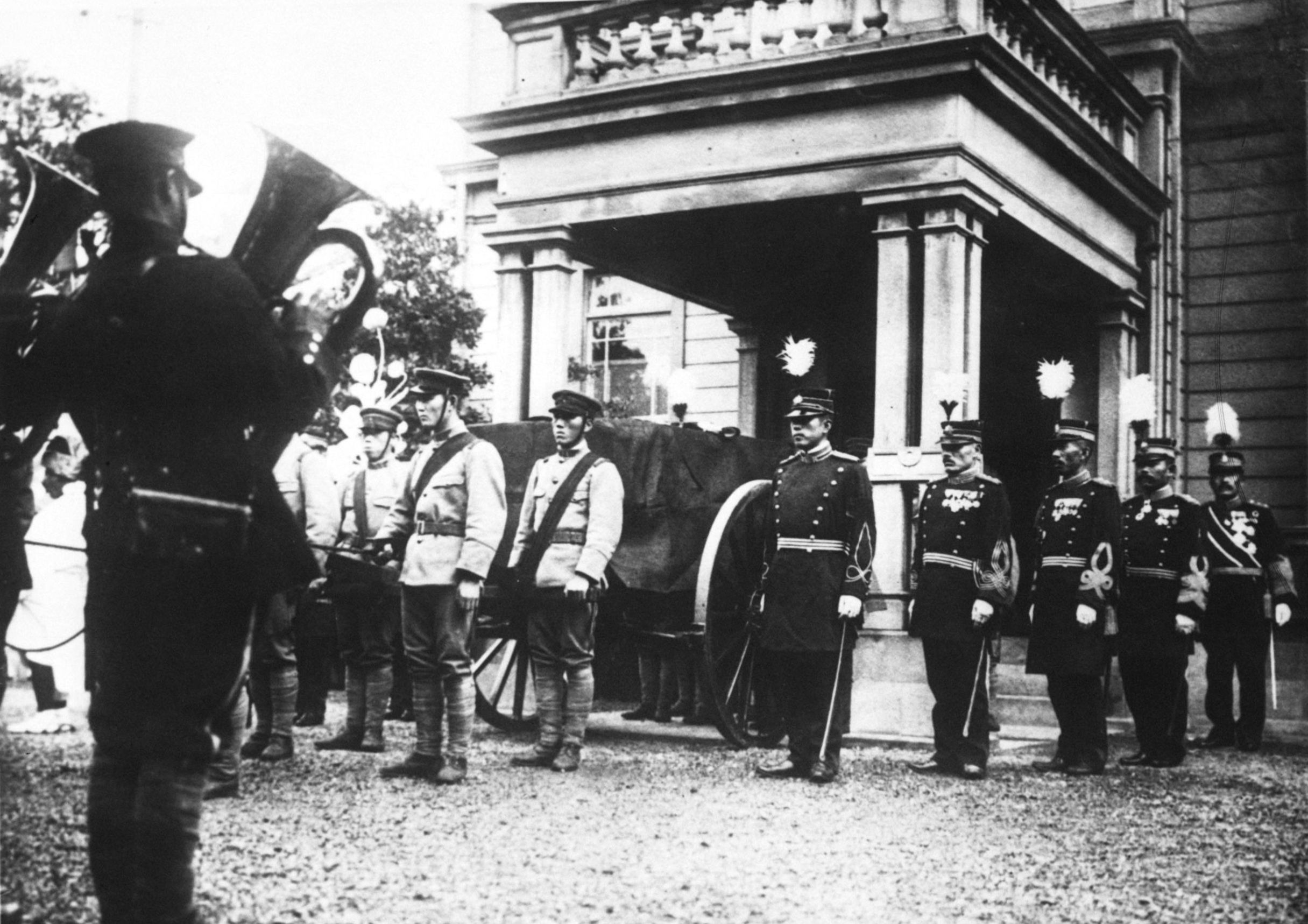
1913年（大正2年）、明治45年制式の軍楽部軍衣を着用した軍楽下士官ないし兵（手前左端、チューバ奏者）。桂太郎陸軍大将の葬儀における姿

陸軍では主に軍楽隊の総本山であった陸軍戸山学校で軍楽教育が行われ（軍楽生徒）、ここで組織された軍楽隊を陸軍戸山学校軍楽隊（名称は何度も改称されており、これは8個目となる）と称する。なお、1937年（昭和12年）に陸軍戸山学校軍楽隊は陸軍軍楽隊に改称されているものの、旧称である「陸軍戸山学校軍楽隊」は内外で引き続き使用されている。
「抜刀隊」・「扶桑歌」・「陸軍分列行進曲（分列行進曲・観兵式分列行進曲）」を作曲したシャルル・ルルーがフランス人であり、また帝国陸軍は一貫してフランス軍とドイツ軍に倣っていた事もあり、初期の主要軍楽隊員はフランス・ドイツに留学する事が慣習であった。技量優秀な者は東京音楽学校に特修生として派遣され、より高度な教育を受けることが出来た。後に中止されるものの、吹奏楽のみならず弦楽器に関する教育も行われており、ワーグナーやシューベルトの交響曲などもレパートリーとしていた。陸軍の軍楽隊という性格から戸山学校では乗馬しての馬上演奏の教育もされていた。太平洋戦争中は陸軍戸山学校などから隊員を捻出したり、各軍楽隊を統合するなどし、関東軍・支那派遣軍・南方軍といった総軍に軍楽隊を増設している。
演奏のみならず、部隊歌といった軍歌・軍楽の作曲や、行進曲への編曲活動も盛んに行われており、著名なものとしては1921年（大正10年）当時の陸軍戸山学校軍楽隊が作曲した「陸軍士官学校校歌」や、1940年（昭和15年）当時の南支那方面軍軍楽隊が作曲した「飛行第64戦隊歌（加藤隼戦闘隊・加藤部隊歌）」などがある。また、陸軍軍楽隊（陸軍戸山学校軍楽隊）には軍楽隊員の中から臨時的に編成される合唱団の存在があり、演奏ともども多くのレコードに歌を吹き込んでいる。
1944年（昭和19年）11月には、中国戦線にて陸軍軍楽少尉の指導のもと速成される軍楽隊をコミカルに描いた映画『野戦軍楽隊』（松竹映画、監督マキノ正博、主演佐分利信・上原謙・佐野周二・李香蘭）が完成・公開された。
敗戦による陸軍解散後、陸軍軍楽隊（陸軍戸山学校軍楽隊）は禁衛府皇宮衛士総隊奏楽隊となり、禁衛府廃止後はNHKに合流しNHK吹奏楽団となったが短命に終わった。しかしながら、一部の軍楽隊員自体は日本交響楽団（のちNHK交響楽団・N響）等に合流、中でも山口常光元陸軍軍楽隊長（元皇宮衛士総隊奏楽隊長）は警視庁音楽隊創設に参画し初代隊長に就任、須摩洋朔元南方軍軍楽隊長らは警察予備隊音楽隊、保安隊音楽隊を経た陸上自衛隊音楽隊創設に参画し、須摩は陸上自衛隊中央音楽隊初代隊長に就任している。また、航空自衛隊音楽隊創設にも多くの元軍楽隊員が参画しており、航空自衛隊航空中央音楽隊長は初代（松本秀喜）から第4代（斎藤高順元陸軍軍楽上等兵）に至るまで、元陸軍軍楽隊出身者が務めている（また、松本と斎藤は退官後に警視庁音楽隊々長に就任）。元ビルマ方面軍軍楽隊長で禁衛府皇宮衛士総隊奏楽隊隊長だった小山卯三郎は、日本国有鉄道門司鉄道局熊本管理部吹奏楽団、NHK熊本中央放送管弦楽団を経て、ブリヂストンタイヤ久留米工場吹奏楽団（後にブリヂストン吹奏楽団久留米）の常任指揮者となり、同楽団を全日本吹奏楽コンクールで10年連続金賞を受賞する、日本でもトップクラスの吹奏楽団に育て上げた。
なお、1923年に軍縮によって廃止された第4師団軍楽隊は、同年に元軍楽隊員有志によって大阪市音楽隊（のち大阪市音楽団、現Osaka Shion Wind Orchestra）に改組されている。
出身者で「戸楽会（とがくかい）」が結成されている。

### 海軍

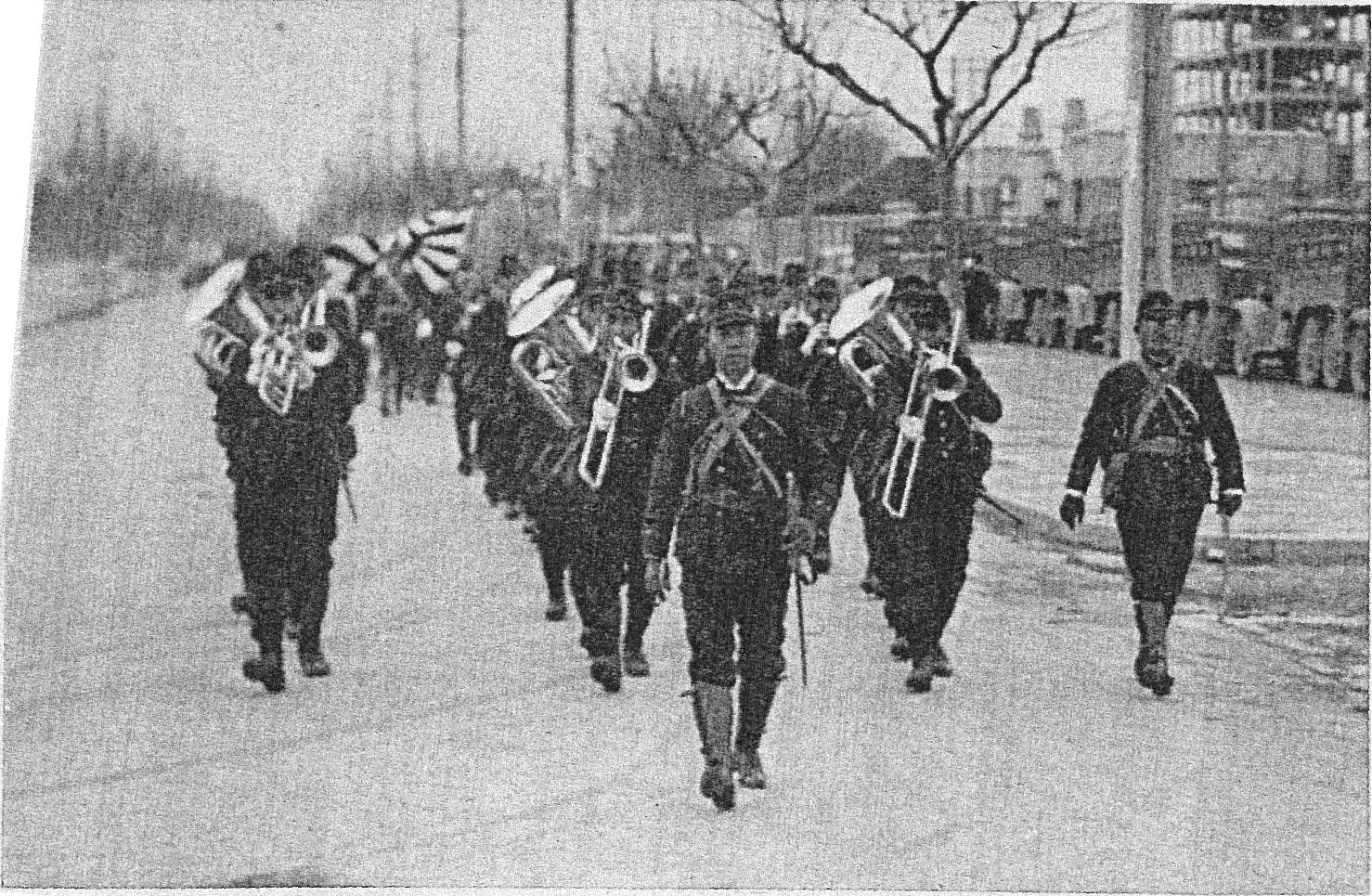
1937年、南京攻略戦後、南京市内中山路を行進する海軍軍楽隊

海軍では鎮守府に軍楽隊を置くことが決められており、横須賀海兵団軍楽隊から隊員を派遣する形をとっていた。またこれとは別に、横須賀海兵団東京分遣隊が海軍軍楽隊の総本山であった。軍縮時代には舞鶴鎮守府が一旦閉鎖となり、軍楽隊も引き上げられたが、再度鎮守府が置かれた際に再び設置されている。練習艦隊や行事等で海外に派遣される軍艦には、選抜された隊員で組織された軍楽隊が乗り組み、諸外国を歴訪した。技量優秀な者は東京音楽学校に特修生として派遣され、より高度な教育を受けることが出来た。海軍においても吹奏楽のみならず、弦楽器に関する教育も行われ太平洋戦争敗戦まで教育が続けられ、ベートーヴェンの交響曲などもレパートリーにしていた。
敗戦による海軍解散後、横須賀海兵団東京分遣隊は山田耕筰らが中心となって組織された東京都音楽団に合流したが短命に終わった。この他、内藤清五元海軍軍楽少佐らが東京都吹奏楽団に合流し東京消防庁音楽隊創設に参画、また一部の軍楽隊員は海上自衛隊音楽隊創設に参画し、陸軍と同様に一部の軍楽隊員は日本交響楽団（のちNHK交響楽団・N響）等に合流している。
出身者で「楽水会（がくすいかい）」が結成されている。

### 終戦時の主な軍楽隊

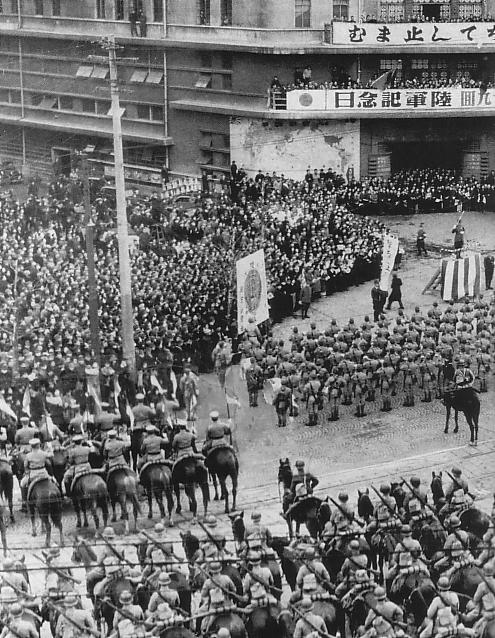
1944年（昭和19年）3月10日、陸軍記念日の式典において演奏中の陸軍戸山学校軍楽隊（右中央）

#### 陸軍
- 陸軍軍楽隊（陸軍戸山学校軍楽隊）（東京）
- 関東軍軍楽隊（新京）
- 支那派遣軍軍楽隊（南京）
- 南方軍軍楽隊（新）（サイゴン）
- 第2総軍軍楽隊（広島）
- 北支那方面軍軍楽隊（北京）
- 第14方面軍軍楽隊（フィリピン）
- 第16軍軍楽隊（ジャワ島）
- 第23軍軍楽隊（広東省）
- 第25軍軍楽隊（スマトラ島）
- 第28軍軍楽隊（ビルマ）
- 第29軍軍楽隊（マレーシア）

南方軍軍楽隊は1944年10月、南方軍総司令部のマニラからサイゴンへの移転同行中、洋上で乗船が撃沈され隊長大沼哲少佐以下隊員25名が戦死したため後に再編されている（フィリピン防衛戦）。第29軍軍楽隊は日本人は隊長のみであり、残りは現地採用の楽器が使えるインド人や中国人などで編成されていた。

#### 海軍
- 横須賀海兵団軍楽隊東京分遣隊
- 横須賀海兵団軍楽隊
- 呉海兵団軍楽隊
- 佐世保海兵団軍楽隊
- 舞鶴海兵団軍楽隊
- 大阪警備府軍楽隊
- 支那方面艦隊司令部附軍楽隊（上海）
- 第四艦隊司令部附軍楽隊（トラック島）
- 南西方面艦隊司令部附軍楽隊（フィリピン）

南西方面艦隊司令部附軍楽隊は総員の3分の2が戦死・戦病死して生存者は隊長を含む11名のみであった（フィリピン防衛戦）。

### 階級

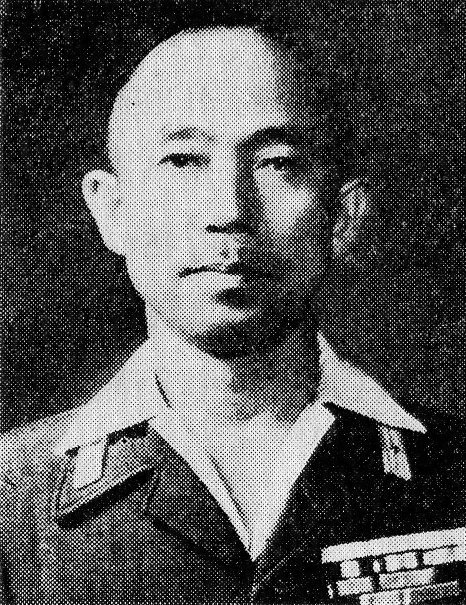
1943年頃、南方軍軍楽隊長大沼哲陸軍軍楽少佐

終戦時の陸軍軍楽部・海軍軍楽科の階級は次の通り。

#### 陸軍軍楽部
- 将校（各部将校） - 陸軍軍楽少佐・陸軍軍楽大尉・陸軍軍楽中尉・陸軍軍楽少尉
- 准士官 - 陸軍軍楽准尉
- 下士官 - 陸軍軍楽曹長・陸軍軍楽軍曹・陸軍軍楽伍長
- 兵 - 陸軍軍楽兵長・陸軍軍楽上等兵

#### 海軍軍楽科
- 士官（将校相当官） - 海軍軍楽少佐
- 特務士官 - 海軍軍楽特務大尉・海軍軍楽特務中尉・海軍軍楽特務少尉
- 准士官 - 海軍軍楽兵曹長
- 下士官 - 海軍上等軍楽兵曹・海軍一等軍楽兵曹・海軍二等軍楽兵曹
- 兵 - 海軍軍楽兵長・海軍上等軍楽兵・海軍一等軍楽兵・海軍二等軍楽兵

### 著名な軍楽隊出身者

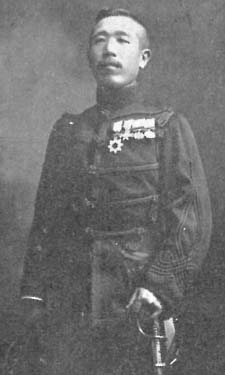
陸軍戸山学校軍楽隊長永井建子陸軍二等軍楽長（中尉相当官）

#### 陸軍
- 永井建子 - 陸軍戸山学校軍楽隊長。「道は六百八十里」・「元寇」・「雪の進軍」・「拓殖大学校歌」などを作曲。
- 古矢弘政 - 陸軍戸山学校軍楽隊長。幕末の横浜仏語伝習所出身でダクロンの通訳から音楽の道に入る。陸海軍および自衛隊制定礼式曲（礼式歌・礼式喇叭譜）「国の鎮め」・「命を捨てて」などを作曲。日本人として初めてフランス・パリでオーボエを学び、1889年のパリ万国博覧会にも出演した人物[8]。
- 山本銃三郎 - 陸軍戸山学校軍楽隊長。意想曲「攻撃」などを作曲。
- 辻順治 - 陸軍戸山学校軍楽隊長。「爆弾三勇士の歌（当時の楽長補大沼哲との合作）」・「上海派遣軍の歌」・「庄内農業学校校歌」 などを作曲。
- 大沼哲 - パリでヴァンサン・ダンディに学び、陸軍戸山学校軍楽隊長・南方軍軍楽隊長。「奉祝前奏曲」・「立派な青年」などを作曲。1944年10月、南方で乗船が撃沈され戦死。
- 小森宗太郎 - 陸軍戸山学校軍楽隊員。陸軍戸山学校を経て東京音楽学校専科卒業。陸軍除隊後は新交響楽団（日本交響楽団）にて、戦後はN響ティンパニ奏者。N響奏者を経て国立音楽大学教授に就任。
- 山口常光 - 陸軍戸山学校軍楽隊長。吹奏楽に関する教則本、陸軍軍楽隊の歴史などを執筆。戦後は警視庁音楽隊初代隊長を経て、相愛女子大学教授に就任。
- 須摩洋朔 - 第2方面軍軍楽隊長・南方軍軍楽隊長。「皇軍の精華」・「鬨の声（歓声）」・「噫呼聖断は降りたり」・「壮行譜」・「大空」・「祝典ギャロップ」、陸上自衛隊各種制式らっぱ譜・栄誉礼冠譜「栄光」・巡閲の譜などを作曲。戦後はN響トロンボーン奏者を経て、陸上自衛隊中央音楽隊初代隊長に就任。
- 松本秀喜 - 陸軍戸山学校軍楽隊員。「慰霊の曲」などを作曲。戦後は陸上自衛隊中央音楽隊副隊長を経て航空自衛隊航空中央音楽隊初代隊長、退官後は警視庁音楽隊第3代隊長に就任。
- 佐藤長助 - 陸軍戸山学校軍楽隊員。「陸軍行進曲その一」「愛馬行」「学園序曲」各校歌などを作曲。戦後はNHK仙台放送管弦楽団指揮者に就任。
- 原田喜一  - 南支那方面軍軍楽隊員。「加藤隼戦闘隊（加藤部隊歌）」などを作曲。戦後はN響チェロ奏者。
- 永田絃次郎（金永吉） - 陸軍戸山学校軍楽生徒。陸軍除隊後は声楽家・流行歌手。北朝鮮に帰還し、数奇な生涯を送る。
- 高澤智昌 - 陸軍戸山学校軍楽隊員。
- 斎藤高順 - 陸軍戸山学校軍楽生徒。「ブルー・インパルス」「オンリー・ワン・アース」「銀翼」、小津安二郎作品映画音楽（「東京物語」等）などを作曲。戦後は航空自衛隊航空中央音楽隊第4代隊長に就任。
- 青山治一 - 新交響楽団オーボエ奏者、国立音楽大学教授。
- 團伊玖磨 - 陸軍戸山学校軍楽隊員。
- 芥川也寸志 - 陸軍戸山学校軍楽隊員。
- 宮沢昭 - 陸軍戸山学校軍楽隊員。
- 奥村一 - 陸軍戸山学校軍楽隊員。
- 梶原完 - 陸軍戸山学校軍楽隊員。
- 萩原哲晶 - 陸軍戸山学校軍楽隊員。

斎藤・團・芥川・奥村らが陸軍戸山学校に軍楽生徒として入隊したのには、次のようなエピソードがある。大戦後期、東京音楽学校関係者が陸軍戸山学校軍楽隊長山口常光陸軍軍楽少佐の元を訪れ、「学徒動員で狩り出されるなら、むしろ音楽技術を以って戦争協力させたい」と申し入れ、山口が承諾して戸山学校に昭和19年軍楽生徒として入隊したのである。東京音楽学校の在学生で学徒動員された者、その結果戦死したものもいる。岩井直溥の例を見ても分かるように音楽学校生徒では入営先が指定されないため、これは特例中の特例で後にも先にもない。またジャズの宮沢昭は初心者を育成する目的を持つ軍楽隊の中でも音楽教育を受けて入った彼等は異色であり、休みには実家から菓子が届けられていたと証言している。結果的に最後の卒業生となり、芥川が総代を務めた。

#### 海軍
- 田中穂積 - 「勇敢なる水兵」、「美しき天然」などを作曲。
- 瀬戸口藤吉 - 「軍艦行進曲」・「愛国行進曲」などを作曲。
- 斉藤丑松 - 行進曲「太平洋」・大行進曲「大日本」など。「鹿倉節」と呼ばれる独特の作風で知られる。
- 江口源吾（江口夜詩） - 「艦隊勤務」（俗称「月月火水木金金」）、「憧れのハワイ航路」、「千代田城を仰いで」などを作曲。
- 内藤清五 -最後の海軍軍楽隊長、戦後は東京都消防庁音楽隊長。
- 吉本光藏 - 『海軍軍楽学理的教科書』の編集委員。「君が代行進曲」などを作曲。クラリネット奏者としてドイツ留学、幸田延、幸田幸（安藤幸）、瀧廉太郎などの室内楽のパートナーでもあった。
- 大森盛太郎 - ニュー・パシフィック楽団トロンボーン奏者から作編曲家。「嵐を呼ぶ男」など映画音楽を多数作曲、幕末からの西洋音楽導入の歴史を綴った「日本の洋楽」（上・下）の著作もある。
- 塚原信夫（原信夫） - ビッグバンド「原信夫とシャープス&フラッツ」リーダー。
- 横川秀男 - 戦後はN響トランペット奏者。
- 片山正見 - 戦後は海自東京音楽隊二代隊長。行進曲「勝鬨」、同「ハワイ大海戦」、同「大東亜戦争海軍の歌」などを作曲。1964年の東京オリンピックでは、音楽隊の指揮を担当。
- 吉成行藏 - 東京放送管弦楽団代表・オーボエ奏者、NHK吹奏楽団指揮者、NHK放送芸能団理事長、武蔵野音楽大学教授。
- 川本守人 - NHK交響楽団オーボエ奏者。

## 自衛隊

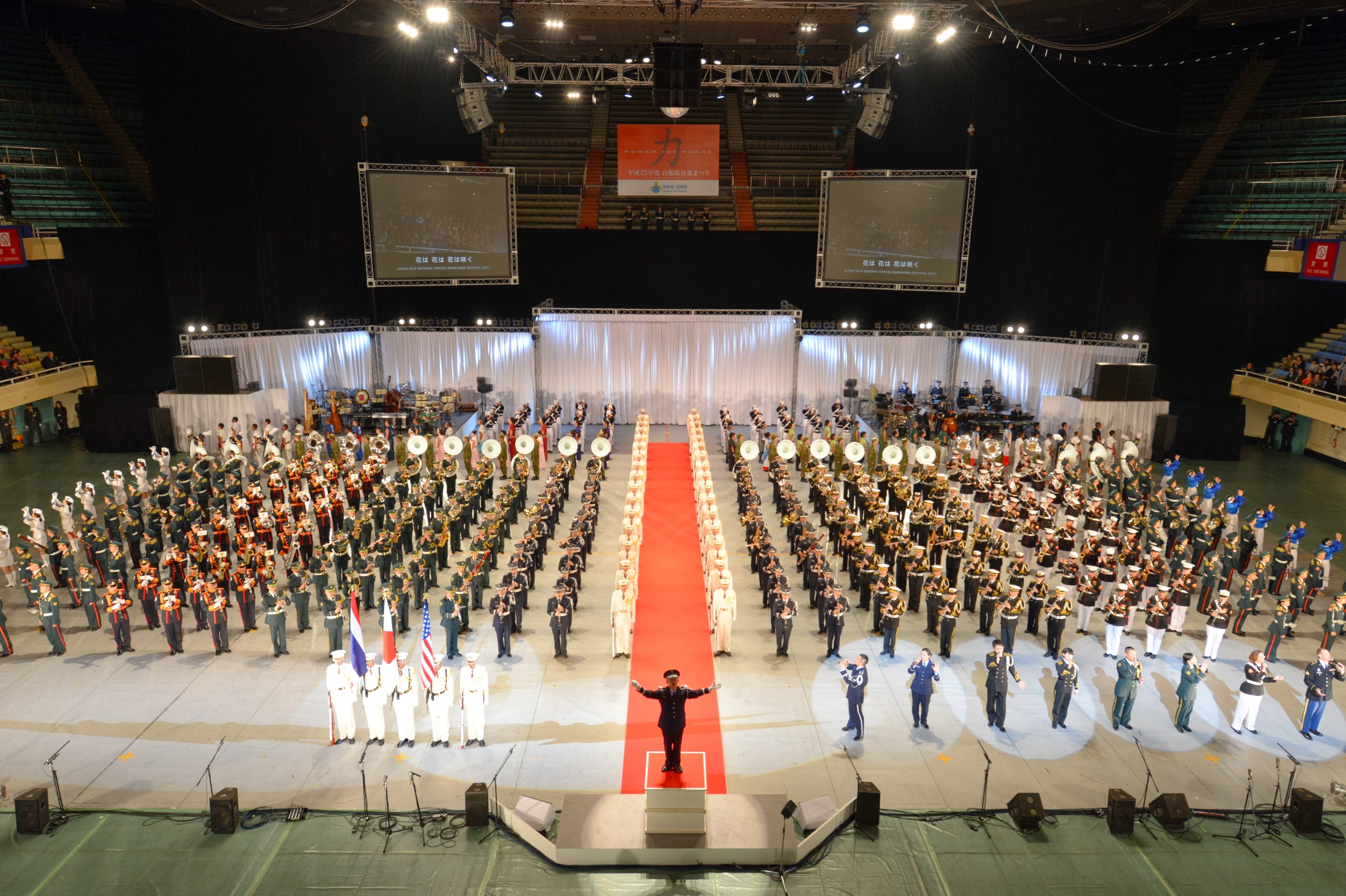
自衛隊音楽まつり（2013年）

陸海軍解体後、新たに発足した自衛隊は音楽隊を置いた。各音楽隊は自衛隊の内外の式典で演奏を行うほか、自衛隊の広報活動の一環として、自衛隊音楽まつりや各隊の演奏会、さらに地域のイベント等で一般向けに演奏を行っている。
陸上自衛隊では、中央音楽隊（朝霞）のほか、各方面隊と各師団・旅団に音楽隊が置かれている。特に中央音楽隊は陸自のみならず陸海空の三自衛隊を代表する音楽隊として国賓等に対する栄誉礼の奏楽を担当し、また演奏活動の他に陸上自衛隊音楽隊員の教育を行っている。
海上自衛隊では、東京音楽隊（立川）のほか、舞鶴・横須賀・呉・佐世保の各地方隊および大湊地区隊に音楽隊が置かれている。東京音楽隊では演奏活動の他に海上自衛隊音楽隊員の教育も行われる。
航空自衛隊では、航空中央音楽隊（府中）のほか、北部（三沢）・中部（浜松）・西部（春日）・南西（那覇）の各航空方面隊に音楽隊が置かれている。
海上保安庁の音楽隊員や多くの警察・消防音楽隊員が音楽隊以外の主業務を持つ（兼務隊）のに対して、自衛隊の音楽隊員はすべて音楽隊専属として採用されている（専務隊）。ただし楽器の搬入などの付随する作業の他、自衛官としての当直勤務や体力錬成・戦闘訓練、さらに隊内の事務作業や駐屯地の警衛なども行うため、勤務時間のすべてを演奏活動に充てるわけではない。なお、音楽科部隊は有事の際には警務科部隊の支援を実施する。
このほか、自衛隊の駐屯地・基地の中には、音楽科以外の隊員が同好会的な音楽部・太鼓部を構成しているところもあり、一般公開時に演奏を行っている。

## 世界の軍楽隊

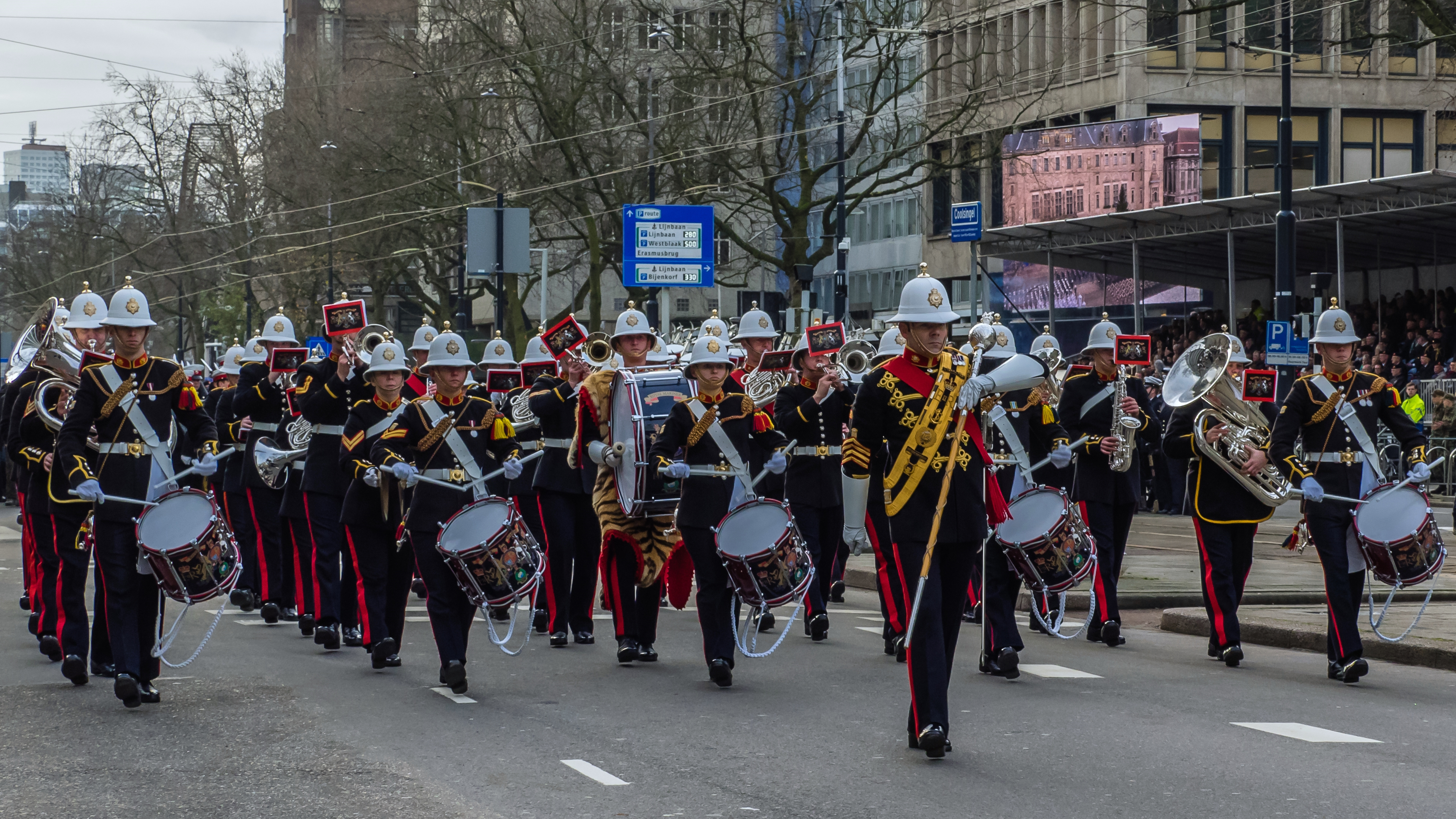
イギリス王立海兵隊軍楽隊(Band of Her Majesty’s Royal Marines)

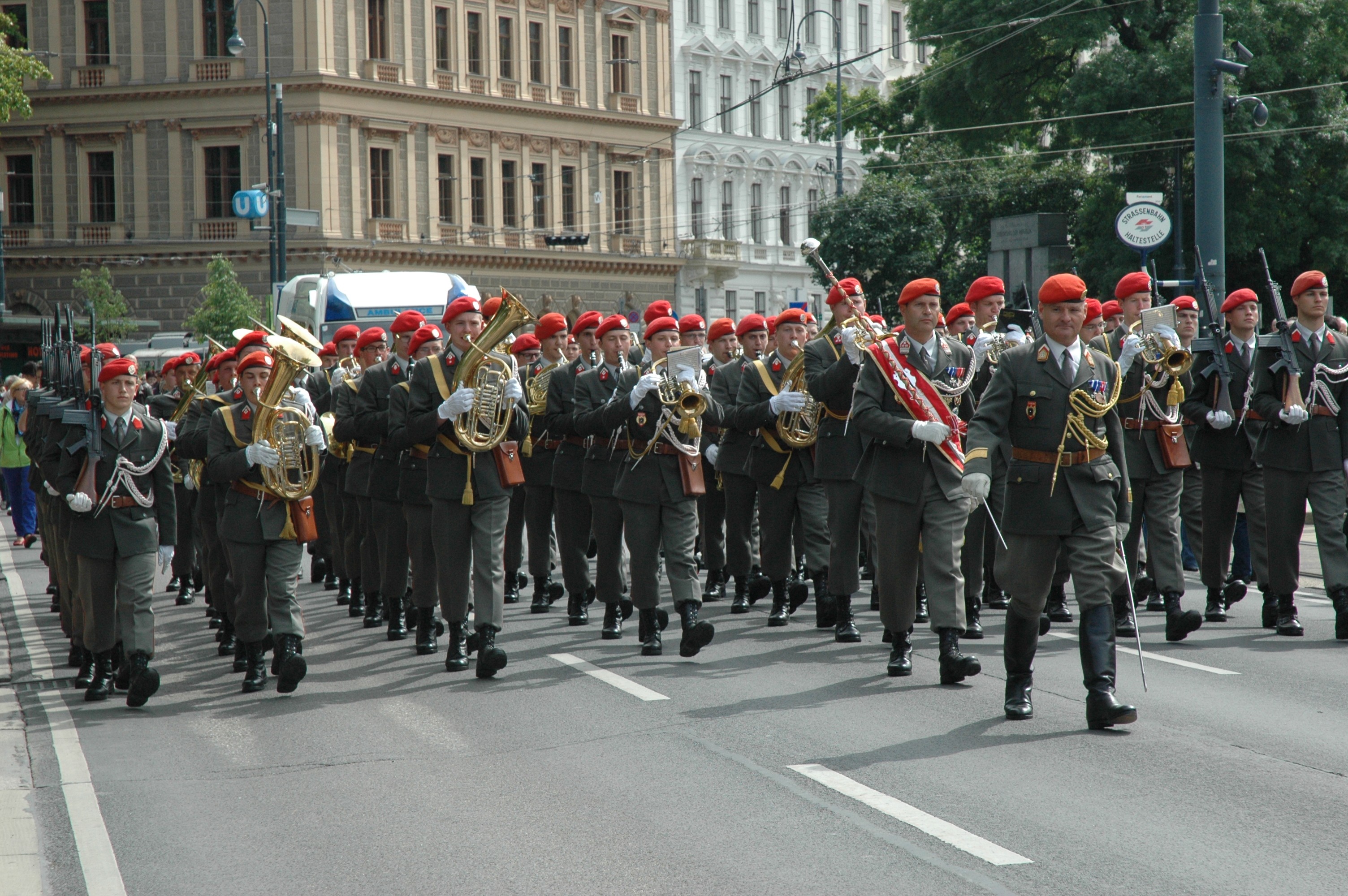
オーストリア連邦軍ウィーン親衛大隊軍楽隊(2013年)(Gardemusik Wien, 2013)

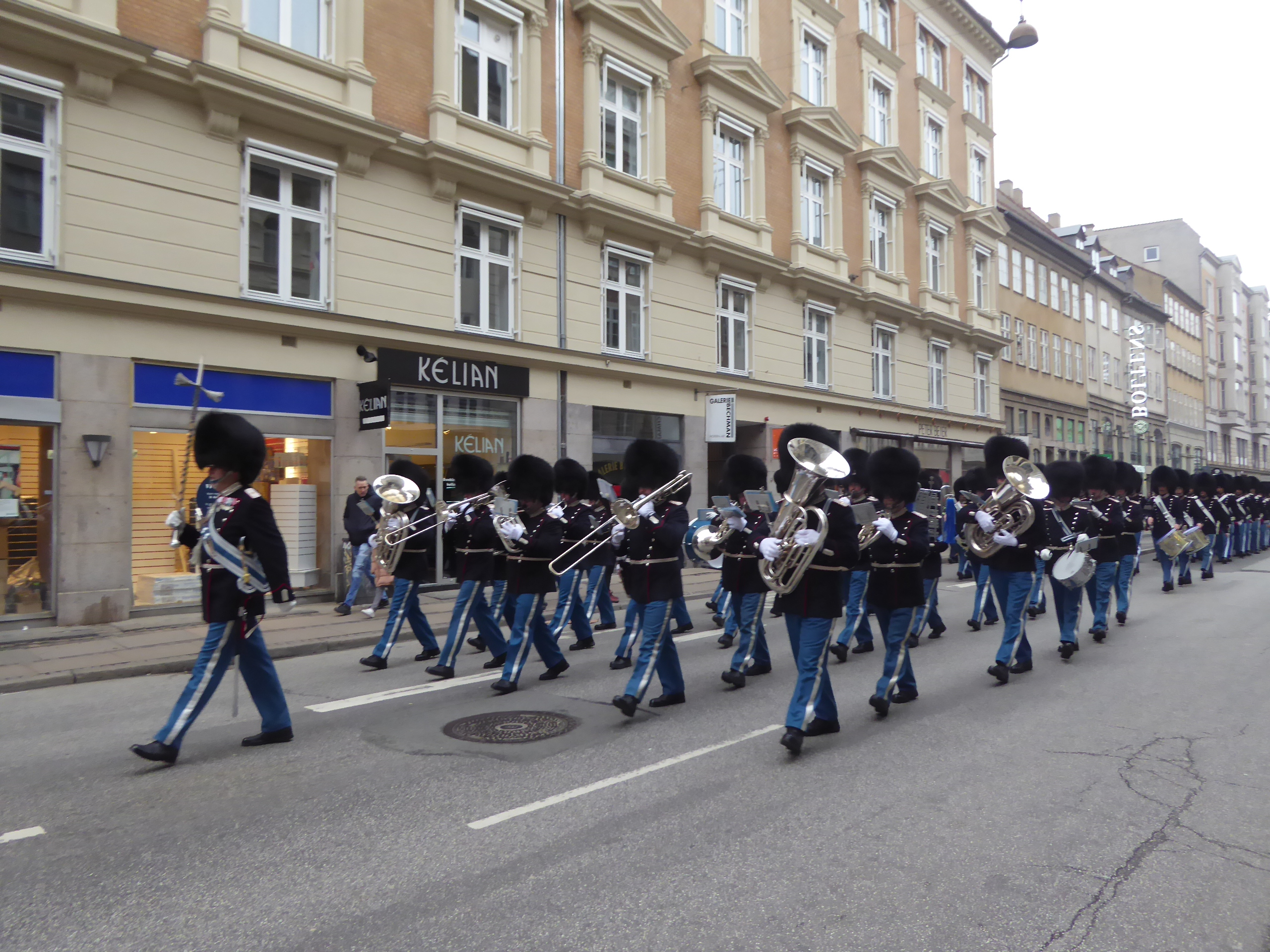
デンマーク王立近衛軍楽隊(Den Kongelige Livgarde Musikkorps)

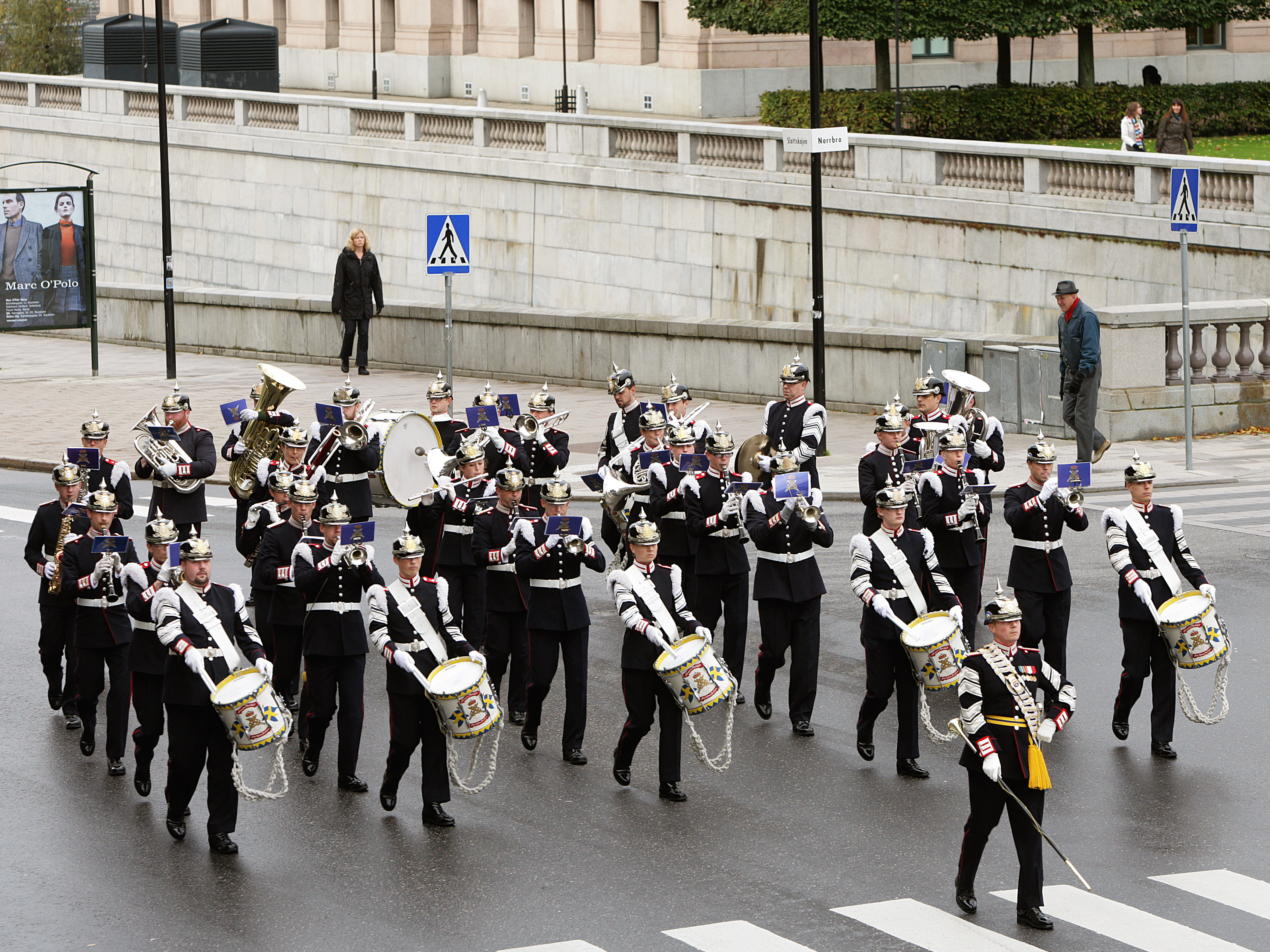
スウェーデン王立陸軍軍楽隊(2012年)(Arméns Musikkår, 2012)

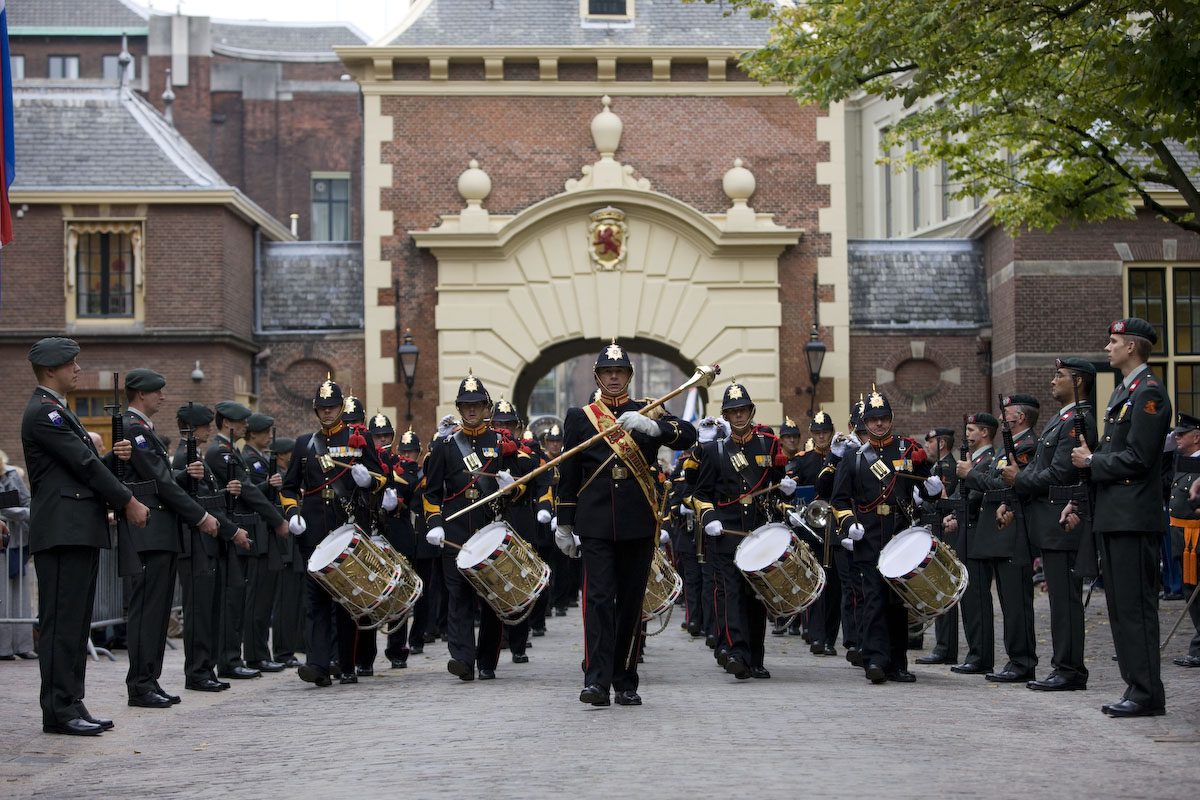
オランダ王立海軍軍楽隊(2012年)(Marinierskapel der Koninklijke Marine, 2012)

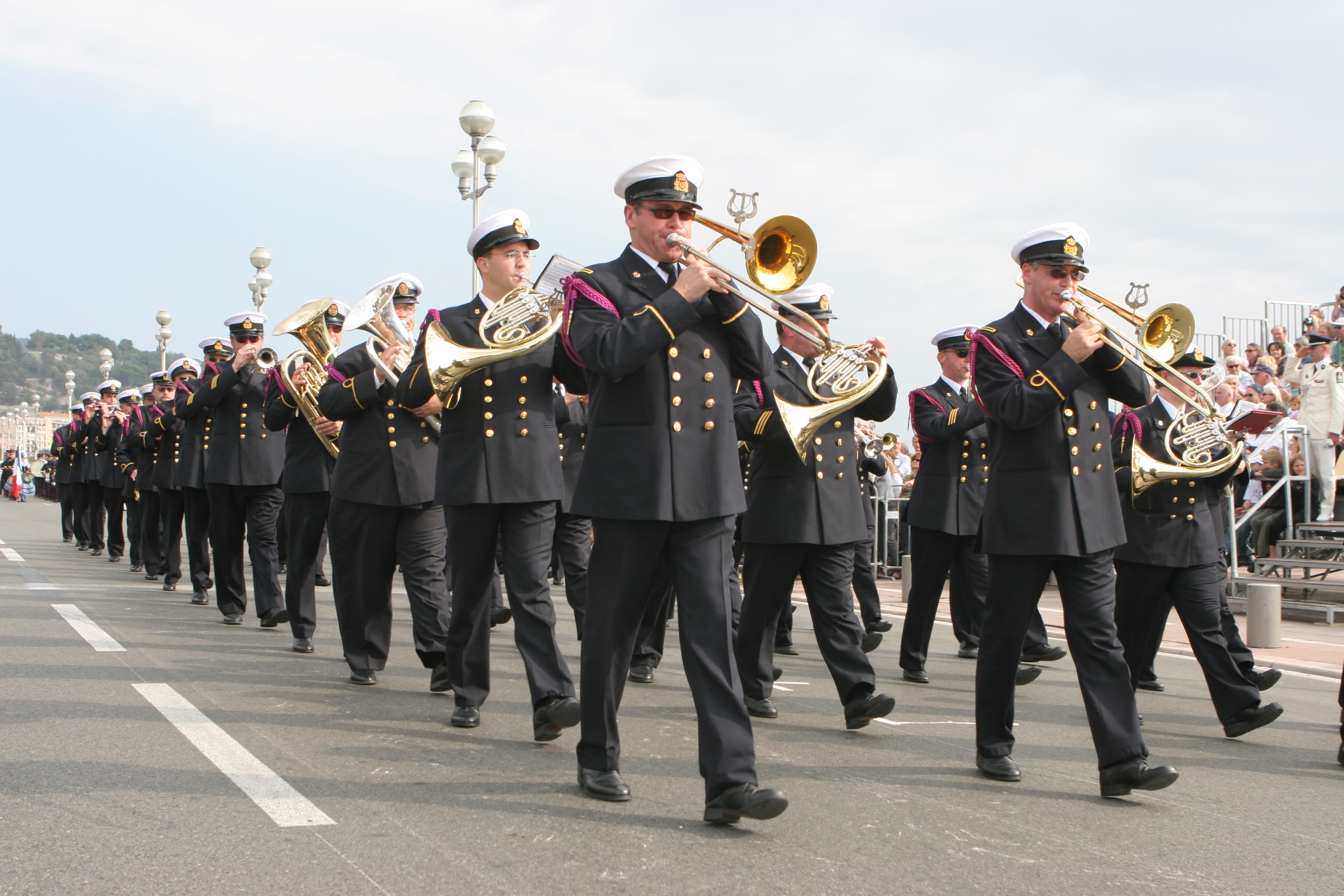
ベルギー王立海軍軍楽隊(Musique Royale De La Marine De Belgique)

### 世界の著名な軍楽隊

#### イギリス
- グレナディアガーズ連隊軍楽隊(Band of Grenadier Guards)
- スコッツガーズ連隊軍楽隊(Band of Scots Guards)
- アイリッシュガーズ連隊軍楽隊(Band of Irish Guards)
- ウェルシュガーズ連隊軍楽隊(Band of Welsh Guards)
- コールドストリームガーズ連隊軍楽隊(Band of Coldstream Guards)
- イギリス海兵隊ポーツマス軍楽隊(Band of HM Royal Marines Portsmouth)
- イギリス海兵隊プリマス軍楽隊(Band of HM Royal Marines Plymouth)
- イギリス海兵隊スコットランド軍楽隊(Band of HM Royal Marines Scotland)

#### アメリカ
- アメリカ陸軍軍楽隊 (United States Army Band)
- アメリカ海軍軍楽隊 (United States Navy Band)
- アメリカ空軍軍楽隊 (United States Air Force Band)
- アメリカ海兵隊軍楽隊 (United States Marine Band)
- ウェスト・ポイント軍楽隊 (West Point Band)

#### ドイツ
- ドイツ連邦軍陸軍軍楽隊 (Heeresmusikkorps)(全6隊)
- ドイツ連邦軍海軍北海軍楽隊 (Nordsee)
- ドイツ連邦軍海軍ヴィルヘルムスハーフェン軍楽隊 (Marinemusikkorps Wilhelmshaven)
- ドイツ連邦軍空軍ミュンスター軍楽隊 (Luftwaffenmusikkorps Münster)

#### フランス
- フランス陸軍リール軍楽隊 (Musique De La Infanterie De Lille)
- フランス外人部隊軍楽隊(Musique De La Légion Étrangère)
- フランス海軍トゥーロン軍楽隊 (Musique des Équipages de la Flotte)
- フランス空軍軍楽隊(La Musique de l'Air)
- フランス共和国親衛隊音楽隊（ギャルド・レピュブリケーヌ吹奏楽団） (Musique De La Garde Républicaine)

#### オランダ
- オランダ王立陸軍《ヨハン・ヴィレム・フリソ》軍楽隊(Koninklijke Militaire Kapel Johan Willem Friso)
- オランダ王立海軍軍楽隊(Marinierskapel der Koninklijke Marine)
- オランダ王立空軍軍楽隊(Orkest Koninklijke Luchtmacht)

#### ベルギー
- ベルギー王立近衛軍楽隊（ベルギー王立ギィデ交響吹奏楽団）(Musique Royale des Guides belge)

#### デンマーク
- デンマーク王立近衛軍楽隊(Kongelige Livgardes Musikkorps)
- デンマーク王立海軍軍楽隊(Søværnets Tamburkorps)
- デンマーク王立空軍軍楽隊(Flyvevåbnet får musikkorps)
- 王立スウィースリー軍楽隊(Slesvigske Musikkorps)

#### スウェーデン
- スウェーデン王立陸軍軍楽隊(Arméns Musikkår(
- スウェーデン王立海軍軍楽隊(Marinens Musikkår)
- スウェーデン王立近衛竜騎兵軍楽隊(Livgardets Dragonmusikkår)
- 郷土防衛隊音楽隊(Hemvärnets musikkår)(全25隊)

#### その他の国
- オスマン帝国軍楽隊 - 彼らが用いた"トルコ・クレセント" (Turkish crescent) は、ドイツでは“シェレンバウム”(Schellenbaum,“鈴の木”の意)、ロシアでは“ブンチュク”(Buchuk)、フランスでは"シャポー・シノワ"(Chapeau chinois“中国の傘”の意)等の呼び名で、主にヨーロッパの軍楽隊のシンボルとして広く普及している。